# بن ناصر بن شهره
بن ناصر بن شهره (به عربی: بن ناصر بن شهرة) یک شهرداری‌های الجزایر در الجزایر است که در ناحیه قصر حیران واقع شده‌است.
 بن ناصر بن شهره ۱۰٬۰۵۰ کیلومتر مربع مساحت و ۹٬۶۲۱ نفر جمعیت دارد.